# ميرزا حسين الصالح
ميرزا حسين الصالح (مواليد 1954م / 1373 هـ في مدينة صفوى، السعودية - 19 يناير 2019م / 12 جمادى الأولى 1440 هـ)، هو فنان تشكيلي وشاعر سعودي حاصل على دبلوم معهد التربية الفنية للمعلمين بالرياض 92-1393هـ، كان يعمل في سلك التعليم حيث عمل كمدرس لمادة التربية الفنية في مدينتي سيهات ومسقط رأسه مدينة صفوى،
من رواد الجيل الثاني في الحراك التشكيلي السعودي، من ضمن 15 فنانًا تشكيليًا سعوديًا اختيروا من قبل القائمين على الحركة التشكيلية السعودية آنذاك للقاء صاحب السمو الملكي الأمير الراحل فيصل بن فهد الرئيس العام لرعاية الشباب بالسعودية بغرض تفريغهم للفن التشكيلي. للدفع بالحركة التشكيلية للأمام وتطويرها لمواكبة الفن التشكيلي العربي والعالمي حائزعلى الكثير من الجوائز التقديرية الأولى والتشجيعية وعلى العديد من الأوسمة التقديرية والشهادات التقديرية المتميزة. ولطالما أشاد زملائه الفنانين بما كان يتميز به من عطاء متفان وروح مبادرة وسباقة في خدمة الأخرين، مشيرين إلى أن وفاته «خسارة للفن»

## المعارض الفنية
أقام 20 معرضَا شخصيًا وشارك في أكثر من 350 معرضًا جماعيًا على مدى 45 عامًا، شارك في الكثير من الملتقيات والمهرجانات التشكيلية والثقافية والشعرية في تونس وأوروبا بباريس وتولوز في فرنسا وليكانتي بأسبانيا والمغرب ودول الخليج ومصر وسوريا وإيران وماليزيا والأردن أيضًا عرضت لوحاته في معارض دولية في تشيميا وروما وميونيخ، أقيم له 4 معارض شخصية في صلالة بعمان  والشارقة في الإمارات العربية المتحدة والكويت والبحرين.
حتى بعد رحيله فلقد أستمر تكريم مسيرته وذلك بإقامة معارض لأعماله وكان من أبرزها إفتتاح معرضه في تونس الخضراء بمشاركة الملحق الثقافي الدكتور / محمد بن مضحي التوم بعنوان «هارمونية الألوان» برواق الفنون ببن عروس بتونس العاصمة، حيث كان ينوي الفنان –رحمه الله– إقامة المعرض في أواخر عام 2018م ولكن وافته المنية. وقد افتتح المعرض والي ولاية بن عروس ومدير إدارة الشؤون الثقافية بولاية بن عروس ومجموعة من الفنانين التشكليين التونسيين، وقد اشتمل المعرض على 28 لوحة للفنان الراحل واستمر لمدة خمسة أيام.

## الدواوين الشعرية
له ديوانان مطبوعان ومنشوران أحدهما باللغة العربية الفصحى بعنوان «ثرثرة الروح» والآخر بالعامية بعنوان «شراع بلا مرسى».

## وفاته
رغم محاولات الإنعاش القلبية لقلبه بمستشفى صفوى العام إلا إنها لم تجدي نفعا ليعلن الأطباء وفاته رسمياً فجر الجمعة 19 يناير 2019 ميلادية إثر أزمة قلبية وتم دفنه في مقبرة صفوى بجوار قبر والدته.